# Hypsiboas pulidoi
Hypsiboas pulidoi es una especie de anfibios de la familia Hylidae. Es endémica de Venezuela.
Sus hábitats naturales son los ríos.